# Armando Manzo
Armando Manzo Ponce (16 d'octubre de 1958) és un exfutbolista mexicà.

## Selecció de Mèxic
Va formar part de l'equip mexicà a la Copa del Món de 1986.